# Hemerocallis plicata
Hemerocallis plicata är en grästrädsväxtart som beskrevs av Otto Stapf. Hemerocallis plicata ingår i släktet dagliljor, och familjen grästrädsväxter. Inga underarter finns listade i Catalogue of Life.